# A Bigger Bang
A Bigger Bang è il 22° album in studio della discografia inglese e il 24º secondo la discografica statunitense, del gruppo musicale inglese The Rolling Stones, pubblicato nel 2005 dalla Virgin Records.

## Storia
A differenza del precedente album di otto anni prima, Bridges to Babylon, caratterizzato da una gran varietà di produttori, generi musicali e musicisti ospiti, gli Stones decisero di registrare un disco di puro e semplice rock come quelli da loro prodotti negli anni settanta, ma con influenze contemporanee. Fu quindi chiamato come produttore discografico Don Was per co-produrre l'album insieme a Mick Jagger e Keith Richards. A loro si unirono i membri del gruppo Ronnie Wood alla chitarra e Charlie Watts alla batteria, oltre ai turnisti Darryl Jones al basso e Chuck Leavell alle tastiere, e al multi-strumentista Matt Clifford. La maggior parte delle tracce base fu incisa in trio dai soli Jagger, Richards e Watts, con sovraincisioni in seguito dagli altri musicisti. Ronnie Wood fu assente in molte sessioni, suonando in soli dieci brani dei sedici inclusi nell'album. Questo è anche il primo album nel quale Jagger suona il basso in alcune tracce.
Gli Stones dichiararono che il titolo del disco riflette la "loro fascinazione circa la teoria scientifica sull'origine dell'universo."

## Accoglienza
| Recensione           | Giudizio |
| -------------------- | -------- |
| AllMusic             | [ 20 ]   |
| Blender              | [ 21 ]   |
| Entertainment Weekly | B−       |
| The Guardian         | [ 23 ]   |
| Mojo                 | [ 24 ]   |
| Ondarock             | 4/10     |
| Q                    | [ 26 ]   |
| Rolling Stone        | [ 27 ]   |
| Uncut                | [ 28 ]   |
| The Village Voice    | A−       |

L'album raggiunse la terza posizione in classifica negli Stati Uniti, la seconda in Gran Bretagna e la prima in undici altre nazioni. In Italia fu il primo lavoro in studio degli Stones a posizionarsi in cima alla classifica. Il singolo principale estratto dal disco, Streets of Love, non riuscì a entrare in classifica in America, ma fu un discreto successo nel resto del mondo, raggiungendo la posizione numero 15 nel Regno Unito e la top-40 in oltre dodici Paesi.

## Tracce
Testi e musiche di Mick Jagger e Keith Richards.
1. Rough Justice – 3:13
2. Let Me Down Slow – 4:15
3. It Won't Take Long – 3:56
4. Rain Fall Down – 4:54
5. Streets of Love – 5:09
6. Back of My Hand – 3:32
7. She Saw Me Coming – 3:12
8. Biggest Mistake – 4:05
9. This Place Is Empty – 3:16
10. Oh No Not You Again – 3:46
11. Dangerous Beauty – 3:48
12. Laugh I Nearly Died – 4:54
13. Sweet Neo Con – 4:35
14. Look What the Cat Dragged in – 3:57
15. Driving Too Fast – 3:56
16. Infamy – 3:46

DVD edizione speciale
1. Introduzione a A Bigger Bang – 10:45
2. Streets of Love (video) – 4:25
3. Streets of Love (esibizione televisiva) – 4:03
4. Rough Justice (esibizione televisiva) – 3:10
5. Rain Fall Down (remix) – 6:10
6. Under the Radar (bonus track) – 4:36
7. Don't Wanna Go Home (bonus track) – 3:34
8. Streets of Love – 4:25

## Formazione
The Rolling Stones
- Mick Jagger – voce e armonie vocali, chitarra, armonica, tastiere; basso in Back of My Hand, She Saw Me Coming, Dangerous Beauty, Sweet Neocon; percussioni
- Keith Richards – chitarre, armonie vocali, tastiere; basso in This Place is Empty e Infamy, percussioni in Infamy, voce solista in This Place is Empty e Infamy
- Ronnie Wood – chitarre, chitarra acustica
- Charlie Watts – batteria

Musicisti addizionali
- Darryl Jones – basso in Rough Justice, Let Me Down Slow, It Won't Take Long, Rain Fall Down, Streets of Love, Biggest Mistake, Oh No, Not You Again, Laugh, I Nearly Died, Driving Too Fast
- Chuck Leavell – pianoforte in Rough Justice, Streets of Love, e Driving Too Fast; organo in It Won't Take Long, Streets of Love, Biggest Mistake

Altri musicisti
- Blondie Chaplin – armonie vocali in She Saw Me Coming e Infamy
- Matt Clifford – tastiere, vibrafono in Rain Fall Down e Streets of Love
- Lenny Castro – percussioni in Look What the Cat Dragged In
- Don Was – piano in This Place is Empty

Crediti
- Don Was, The Glimmer Twins - produzione
- Matt Clifford - arrangiamenti, programmazione

## Classifiche
| Classifica (2005) | Posizione massima |
| ----------------- | ----------------- |
| Australia         | 4                 |
| Austria           | 1                 |
| Belgio (Fiandre)  | 3                 |
| Belgio (Vallonia) | 4                 |
| Canada            | 1                 |
| Danimarca         | 1                 |
| Europa            | 1                 |
| Finlandia         | 4                 |
| Francia           | 3                 |
| Germania          | 1                 |
| Grecia            | 1                 |
| Italia            | 1                 |
| Norvegia          | 2                 |
| Nuova Zelanda     | 2                 |
| Paesi Bassi       | 1                 |
| Polonia           | 2                 |
| Portogallo        | 5                 |
| Regno Unito       | 2                 |
| Spagna            | 2                 |
| Stati Uniti       | 3                 |
| Svezia            | 1                 |
| Svizzera          | 1                 |